# Ampyx

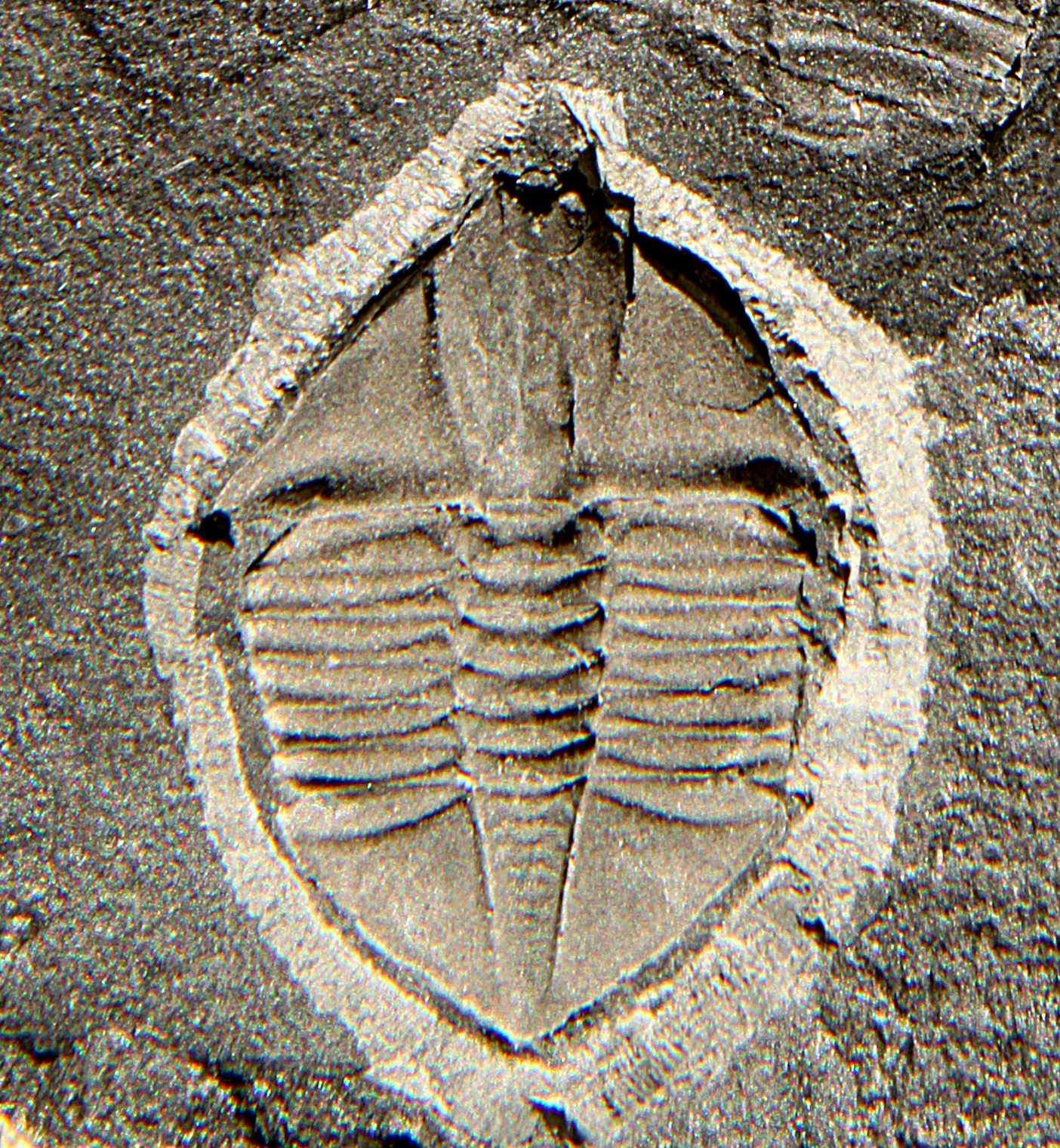
Fóssil de um Ampyx, da espécie A. lilleyensis.

Ampyx é um gênero de trilobitas do Ordoviciano.